# Háló csillagkép

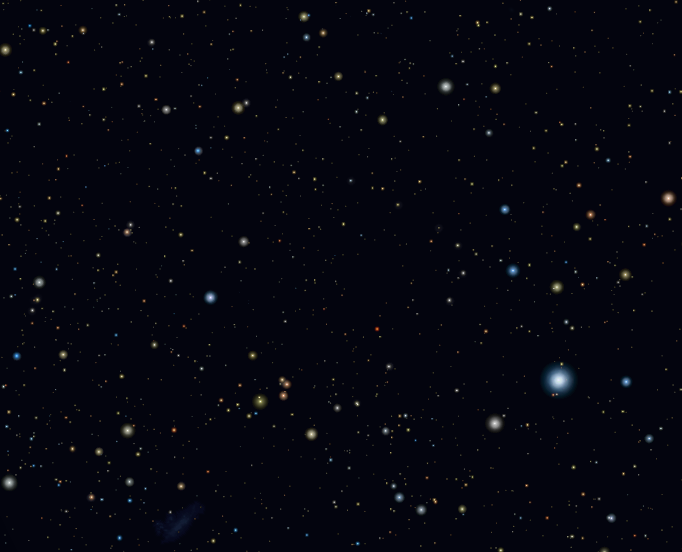

A Háló (latinul: Reticulum) egy csillagkép.

## Története, mitológia
A kicsi és halvány csillagkép a déli égbolton található, közel a Nagy Magellán-felhőhöz {Large Magellanic Cloud (LMC)}. Latin neve reticulum (háló), angolul reticle (fonálkereszt, hajszálkereszt, hajszálvonal-hálózatos lemez): egy segédeszköz, amelyet a csillagok pozíciójának bemérésére használtak. A 17. század elején Isaac Habrecht, schaffhauseni órás Rombusz-nak nevezte el a csillagképet, a mai nevét Nicolas-Louis de Lacaille francia csillagásztól kapta a 18. században.

## Látnivalók

### Csillagok
- ε Reticuli: van egy exobolygója.
- ζ Reticuli: ötödrendű, a Naphoz hasonló csillagokból álló, puszta szemmel vagy látcsővel is látható kettőscsillag.

### Mélyég-objektumok
Nincs adat.

## Fordítás
- Ez a szócikk részben vagy egészben  a    Reticulum című angol Wikipédia-szócikk fordításán alapul.  Az eredeti cikk szerkesztőit annak laptörténete sorolja fel. Ez a jelzés csupán a megfogalmazás eredetét és a szerzői jogokat jelzi, nem szolgál a cikkben szereplő információk forrásmegjelöléseként.